# Comissão parlamentar
Comissão, comité (português europeu) ou comitê (português brasileiro) parlamentar é um órgão de parlamentos. Podem ser permanentes ou temporárias. Dentre estas, quando tem o propósito de investigação, é denominada comissão parlamentar de inquérito.

## Por país

### Brasil
Há comissões permanentes e temporárias. Na Câmara dos Deputados, a comissão temporária é instituída pelo artigo 34 do Regimento Interno da Câmara dos Deputados. Os outros tipos de comissões temporárias são: Comissões Externas e Comissões Parlamentares de Inquérito (CPI).

### Portugal
Comissão Parlamentar Permanente é um órgão parlamentar português com competência específica em razão da matéria, constituído por deliberação do Plenário no início de cada legislatura e onde se desenrola predominantemente o processo legislativo. A designação dos representantes de cada comissão faz-se pelo período da legislatura. A sua composição deve refletir a representatividade dos grupos parlamentares na Assembleia da República.